# Thomas Warton

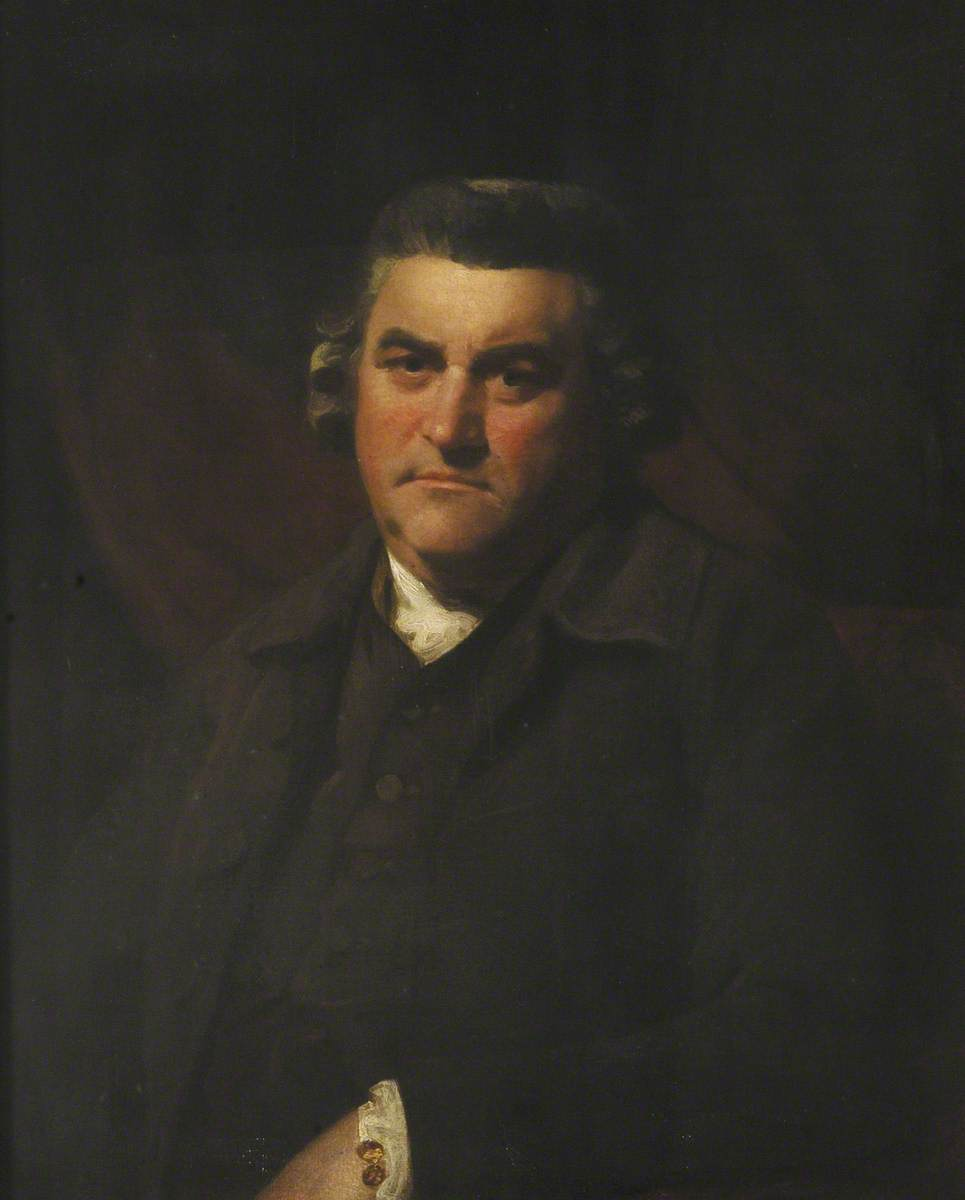
Thomas Warton

Thomas Warton (* 9. Januar 1728 in Basingstoke, Hampshire; † 21. Mai 1790 in Oxford) war ein englischer Dichter und Literaturhistoriker.

## Leben und Wirken
Warton war der jüngere Sohn von Thomas Warton dem Älteren (1688–1745) und dessen Frau Elizabeth Richardson (1691–1762). Der Dichter und Literaturkritiker Joseph Warton (1722–1800) und die Autorin Jane Warton (1724–1809) waren seine Geschwister.
Warton erhielt bereits in jungen Jahren Anerkennung als Dichter. Er war von 1757 bis 1766 Professor of Poetry an der University of Oxford. Warton verfasste die für die englische Romantik bedeutende dreibändige History of English poetry, die von 1774 bis 1781 erschien. Ab 1785 war er Poet Laureate des Vereinigten Königreichs.
Warton führte Korrespondenzen unter anderem mit Horace Walpole, Thomas Percy und Edmond Malone. Er war wie sein Bruder Joseph  mit dem Dichter William Collins befreundet.

## Schriften (Auswahl)
- The pleasures of melancholy. A poem. R. Dodsley, London 1747 (Volltext, Digitalisat).
- Observations on the Faerie Queene of Spenser. R. and J. Dodsley, London 1754 (Volltext, Digitalisat).
- The life and literary remains of Ralph Bathurst, M.D., Dean of Wells, and President of Trinity College in Oxford. London 1761 (Digitalisat).
- The history of English poetry, from the close of the eleventh to the commencement of the eighteenth century. 3 Bände, London 1774–1781 (Band 1, Band 2, Band 3).